# 까막딱따구리

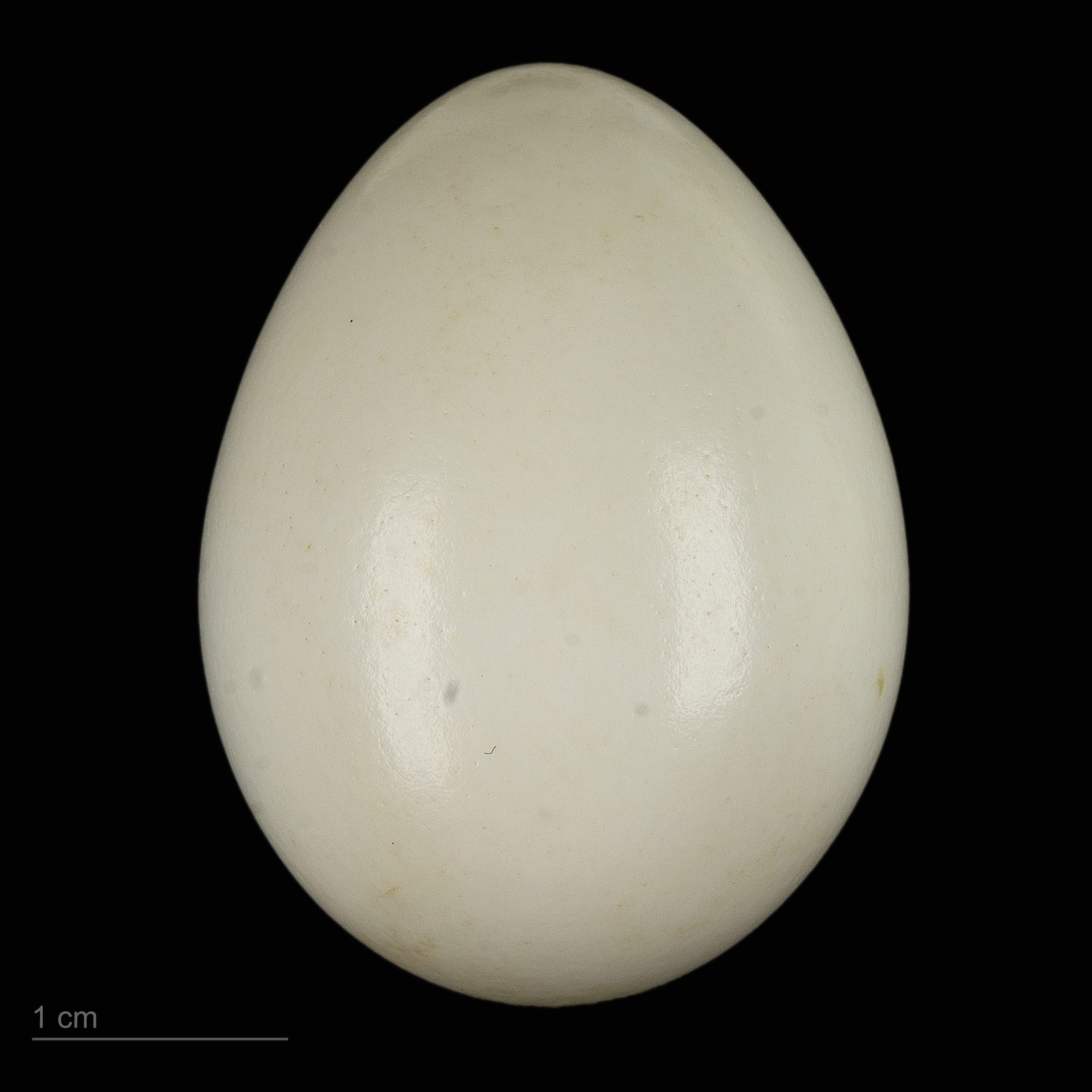
Dryocopus martius pinetorum

까막딱따구리(학명: Dryocopus martius)는 딱따구리목 딱따구리과의 한 종으로, 한국에서는 텃새이다. 대한민국에서는 천연기념물 제242호로 보호하고 있다. 몸이 까맣고, 머리에 붉은 벼슬모양의 깃털이 있다. 수컷은 이마에서 뒷머리까지 있지만, 암컷은 뒷머리에만 있다. 먹이는 개미 등의 곤충이며, 천적은 담비 등의 육식동물과 나무구멍 집을 빼앗는 찌르레기, 날다람쥐 등이다. 크낙새와 비슷하지만, 크낙새는 배가 희며, 까막딱따구리는 까맣다.
까마귀와 비슷하게 생겼으며 날개길이 24cm이다. 수컷은 머리 위와 목 뒤가 붉은색이며, 암컷은 목 뒤만 붉다. 울음소리가 크게 울려 특이하다. 삼림지대에 서식하며 둥지는 땅에서 4-25m 높이의 나무 줄기에 암수가 함께 구멍을 파서 만든다. 암컷은 흰색 알을 3-6개 정도 낳는다. 지금은 숲이 파괴되어 감에 따라 그 수가 줄어들고 있다. 대한민국·일본 등 유라시아 대륙에 분포한다.
대한민국에서는 천연기념물 제 242호 및 멸종위기 야생생물 Ⅱ급으로 지정되어 있다.

## 같이 보기
- 도가머리딱따구리